# Kirner Privatbrauerei
Pour les articles homonymes, voir Kirner.
Vous pouvez aider à l'améliorer ou bien discuter des problèmes sur sa page de discussion.
- Il ne cite pas suffisamment ses sources. Vous pouvez indiquer les passages à sourcer avec {{référence nécessaire}} ou {{Référence souhaitée}}, et inclure les références utiles en les liant aux notes de bas de page. (Marqué depuis avril 2021)
- Il contient une ou plusieurs listes. Le texte gagnerait à être rédigé sous la forme d’un ou plusieurs paragraphes synthétiques, afin d’être plus agréable à lire. (Marqué depuis avril 2021)

- Archive Wikiwix
- Bing
- Cairn
- DuckDuckGo
- E. Universalis
- Gallica
- Google
- G. Books
- G. News
- G. Scholar
- Persée
- Qwant
- (zh) Baidu
- (ru) Yandex
- (wd) trouver des œuvres sur Wikidata

Kirner Privatbrauerei est une brasserie à Kirn.

## Histoire
L'aubergiste de Kirn Jakob Andres commence en 1798 à approvisionner d’autres restaurants avec des bières, brassées à l’origine pour sa propre consommation. Cette date est aujourd’hui considérée comme la date de fondation de la société. Philipp et Carl Andres, descendants de Jakob Andres à la troisième génération, acquièrent l’ancien domaine vinicole et fondent en 1862 le "Ph. und C. Andres Bierbrauerei und Mälzerei". Les armoiries de la famille princière Salm-Kyrburg, qui orne l’avant de la cave, sont toujours la marque de fabrique de la société.
Dans les bâtiments de l'ancien établissement vinicole se trouvent jusqu’en 1990 environ, les installations de Vitaborn-Werke, un ancien fabricant de jus de fruits, qui possède une brasserie concurrente ; aujourd'hui c'est notamment un restaurant avec un hôtel. Dans le même temps, une licence affiliée à une brasserie pour la production et le remplissage de Coca-Cola et des boissons associées est convertie en un centre de distribution qui est finalement externalisé en périphérie.
Kirner Privatbrauerei est membre de "Die Freien Brauer", une association de 40 brasseries privées de taille moyenne implantées en Allemagne et en Autriche.

## Production
- Pils : la bière Kirner classique et la plus bue (70% de la production)
- Landbier : Zwickelbier, non filtré (c'est-à-dire d'une nature nuageuse), brassé à partir d'orge locale ("SooNahe Produkt"). Introduit en 2011 en tant que bière légère, depuis 2012 également disponible en tant que bière brune.
- Kyr : Schankbier faible en alcool et en calories
- Frei : bière sans alcool
- Cola-Bier : panaché de bière et de cola
- Weizen – Weißbier naturelle (15 % de la production)
- Weizen alkoholfrei
- Weizen Radler alkoholfrei : 50% de Weizen alkoholfrei et 50% limonade citronnée, introduit en 2013
- Bock
- Radler  : mélange d'eau minérale de Schwollen, limonade citronnée et Kirner Bier

À l'exception du classique Kirner Pils et du Bock, ces variétés sont toutes introduites depuis les années 1990.
Productions arrêtées :
- Pur : Kellerbier non filtrée ; remplacée en 2011 par la Landbier
- 1798  : pour l'anniversaire de 200 ans de la brasserie, basée sur une recette originale de 1798, teinte dorée rougeâtre.
- CoolAmix : panaché de bière et de cola
- Schinderhannes Alt – Altbier, arrêté en 1999.
- Lemonmix : arrêté en mai 2012.
- Autres variétés historiques : une Märzen, une Malzbier et la Fürst-Dominik-Bier.

## Sponsoring
Kirner Pils est l'un des sponsors du 1. FSV Mayence 05 jusqu'à la saison de football 2012-2013. La brasserie était également partenaire du Landesgartenschau de Rhénanie-Palatinat à Bingen en 2008.